# Vodňanské rybářské dny
Vodňanské rybářské dny jsou největší kulturní akcí Vodňan a oslavou rybářské tradice jihočeského regionu.

## Historie
V roce 1991 se ve Vodňanech staly novou tradicí třídenní svátky profesionálních i sportovních rybářů, které se konají vždy na jaře. Akce navázala na tradici akcí na hlavním vodňanském náměstí, kde se již po staletí pořádal tradiční rybí trh. Mezi hlavní pořadatele patří město Vodňany, místní Střední rybářská škola a Výzkumný ústav rybářský a hydrobiologický Jihočeské univerzity.

## Popis akce

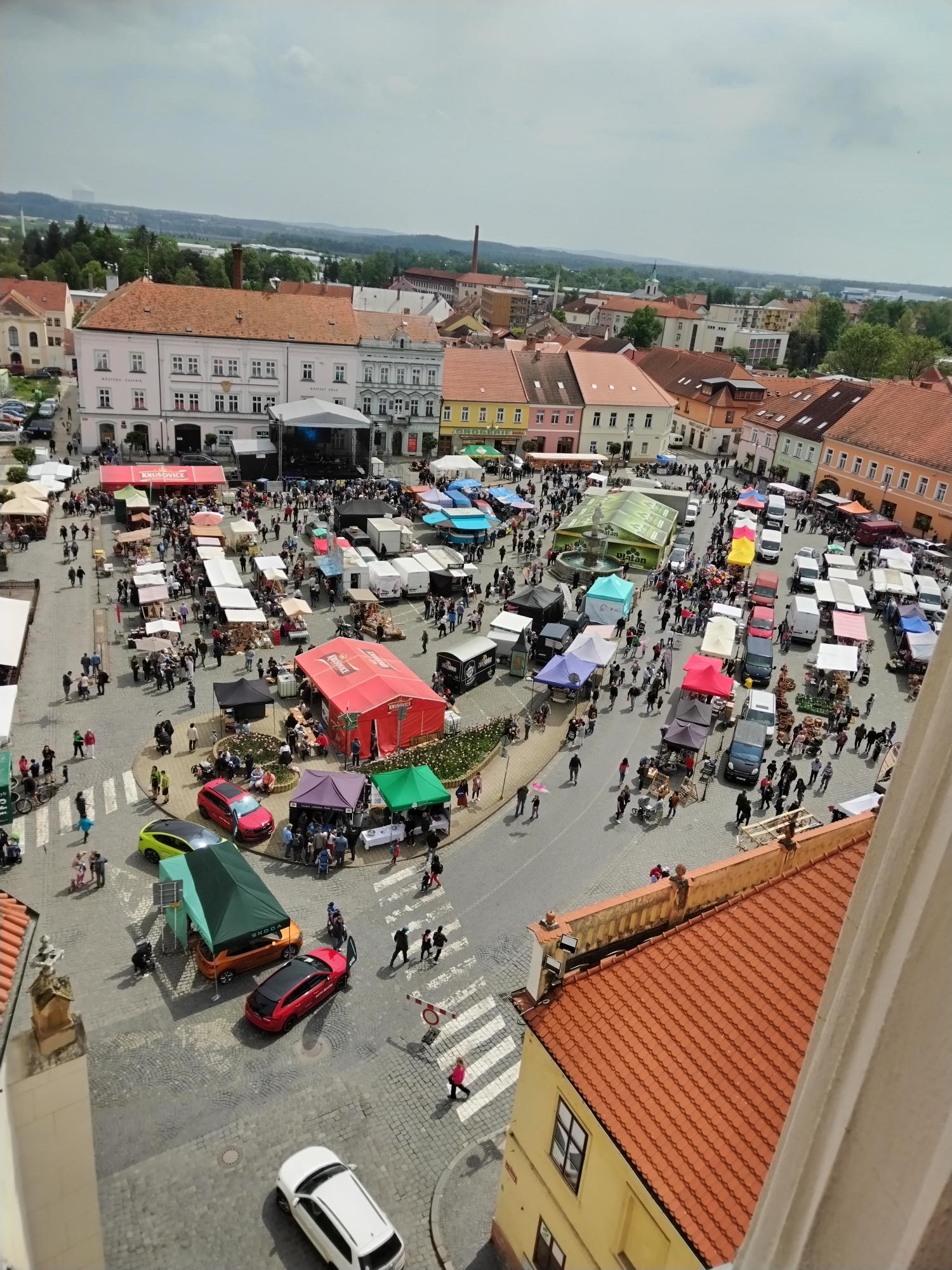
Pohled na náměstí v průběhu akce

Pro veřejnost z České republiky i ze zahraničí jsou připraveny okolo dvou dnů akce pro veřejnost, konference, workshopy a semináře. Na souběžné výstavě FISHTECH vystavovatelé představují své výrobky pro sportovní rybářství i rybniční hospodářství. Také je možné se zde seznámit s činností různých rybářských institucí a prohlédnout si prezentaci místních firem a města. S touto výstavou se každý druhý rok střídá přehlídka dokumentárních filmů FISHFILM.

### Program
V programu Vodňanských rybářských dnů většinou nechybějí divadelní a koncertní představení, výtvarné a muzejní výstavy i večerní posezení s hudbou. V sobotu se pro návštěvníky zpřístupní Střední rybářská škola a vodňanské náměstí se zaplní stánky s rybími i jinými pochoutkami. Na trzích mohou návštěvníci obdivovat dovednosti kuchařů, řemeslníků, různých obchodníků.

### Organizátoři
Skupina organizátorů se skládá ze zástupců následujících institucí: Město Vodňany, Střední rybářská škola, Fakulta rybářství a ochrany vod JU, MěKs Vodňany, dále pak zástupce z řad organizátorů Blanice music festival.